# Slavko Janežič
Slavko Janežič, slovenski rudarski inženir, * 16. september 1932, Globoko pri Laškem.
Janežič je leta 1958 diplomiral na ljubljanski Fakulteti za rudarstvo, metalurgijo in kemijsko tehnologijo. Do leta 1962 je bil zaposlen v rudniku lignita v Velenju, nato do 1969 na Geološkem zavodu V Ljubljani, kjer se je ukvarjal s hidrologijo. Od leta 1969 je ponovno delal v Velenju kjer je 1973 postal glavni tehnični vodja rudnika. Janežič je postal 1987 izredni profesor za rudarsko tehnologijo na Fakulteti za naravoslovje in tehnologijo v Ljubljani. Objavil je več strokovnih razprav ter izdelal vrsto projektov; njihova realizacija je uvrstila velenjski premogovnik med 10 največjih premogovnikov z jamsko proizvodnjo na svetu.